# Ido-Jan Stalman
Ido Jan Stalman (Spijk, 17 september 1967) is een Nederlands trompettist. Hij is cum laude afgestudeerd aan het Prins Claus Conservatorium bij Auke van der Merk. In Parijs volgde hij trompetlessen bij Peter Masseurs en Pierre Thibaud. In 1992 won hij de eerste prijs van de Solo Performance Competition van het International Trumpet Guild. Sinds dat jaar is hij eerste trompettist bij het Orkest van het Oosten in Enschede. Hij treedt regelmatig op in solo-concerten. In 2012 en 2013 voerde hij een reeks soloconcerten uit van de componist André Jolivet.